# Abenteuer am Lido
Abenteuer am Lido ist ein österreichischer Gesangs- und Liebesfilm aus dem Jahre 1933 von Richard Oswald. In der Hauptrolle ist der kaum filmaktive, britische Sänger Alfred Piccaver zu hören und zu sehen.

## Handlung
Gennaro Mattei, einst ein gefeierter Sänger, gab vor zehn Jahren anlässlich eines Skandals seine Karriere auf und zog sich mit seinem Manager Michael und der entfernten Verwandten Lucena in ein kleines italienisches Fischerdorf zurück. Mittlerweile hat er diesen übereilten Schritt längst bereut. Das Singen hat Gennaro jedoch nicht aufgegeben. Als er auf seinem Bötchen eine Arie trällert, hört eine junge Frau ihn und schwimmt dem Gesang entgegen. Dabei verlassen sie rasch die Kräfte. Gennaro rettet die junge Dame und zieht sie in sein Boot. Es handelt sich um Evelyn Norman, eine reiche Amerikanerin, die gerade in Venedig weilt, dort gesellschaftlich im Mittelpunkt steht, und nun für einen Ausflug ins Fischerdorf gereist ist.
Evelyn glaubt, eine neue, unentdeckte Stimme aufgetan zu haben und will diesen „namenlosen“ Künstler unbedingt fördern und groß herausbringen. Gennaro gefällt die lebhafte Amerikanerin, und so lässt er sich gern auf ihr Spiel ein. Kumpel Michael verspricht, ihn nicht auffliegen zu lassen. Sie will Gennaros Karriere promoten, in dem sie ihn an einen bekannten Kapellmeister weiterempfiehlt, gerät aber versehentlich an Leonard, einen smarten Vertreter für elektrische Klaviere, der für Gennaro stets Stücke aussucht, die auf seinen Instrumenten bereits gespeichert sind. So erhofft sich der clevere Geschäftsmann bald ein dickes Geschäft in Zusammenarbeit mit dem Gesangskünstler.
Gennaro durchschaut Leonard bald und kontaktiert nun den echten Kapellmeister. Als Gennaro mit seinem „ersten“ Konzert in Venedig Evelyn, in die er sich bereits verliebt hat, überraschen will, muss er zur Kenntnis nehmen, dass Leonard sich längst die elegante Dame aus Amerika geangelt hat. Vorzeitig verlässt das turtelnde Pärchen Gennaros Darbietungen, um sich diskret zurückzuziehen. Der Italiener geht ihr nach und sieht Evelyn in Leonards Armen liegen. Enttäuscht zieht er sich in sein Fischerdorf zurück und widmet sich fortan ganz der Musik und dem dolce far niente. 

## Produktionsnotizen
Abenteuer am Lido entstand bis September 1933 in Wiens Sievering-Atelier (Studioaufnahmen) und in Italien (Außenaufnahmen). Der Film war Richard Oswalds erste Inszenierung nach seiner Vertreibung aus Nazi-Deutschland 1933 und wurde am 27. Oktober 1933 in seiner Heimatstadt Wien uraufgeführt. Eine deutsche Premiere hat es aufgrund der starken jüdischen Beteiligung an diesem Film nicht gegeben.
Artur Berger entwarf die Filmbauten. Hans J. Salter hatte die musikalische Leitung, Fritz Rotter verfasste die Musiktexte. Gerd Oswald assistierte seinem Vater Richard.
Folgende Musiktitel werden gespielt:
- Adieu, es ist zu schön um wahr zu sein
- Wie schön ist diese Welt

Von diesem Film wurde mit Le chant du destin auch eine französische Version angefertigt.

## Rezeption
Paimann’s Filmlisten resümierte: „Das Buch variiert schon das zum Schema gewordene Sängerschicksal ganz geschmackvoll, läßt Piccaver erprobte Lieder und Arien singen. (…) Die Regie hätte den Sänger weniger prätentiös herausstellen sollen (…) Wie schon häufig: ein handwerklich sauberer Film mit einem beliebten Opernstar.“

„Im Unterschied zu den zahllosen Sängerfilmen davor, konnte dieser mit einer guten Pointe aufwarten: »entdeckt« wird ein bereits erfolgreicher Sänger, der sich ins Privatleben zurückgezogen hatte. Der zum Klischee gewordene Aufstieg eines unbekannten Sängers zum Star war gleichfalls zum Ärgernis der Rezensenten geworden.“